# テピア
テピア（TEPIA）は、東京都港区北青山にある、機械・情報産業を中心とした技術の展示施設やホールなどからなる複合施設である。愛称は先端技術館@TEPIA、管理・運営は一般財団法人高度技術社会推進協会。

## 概要
所在地は、秩父宮ラグビー場と明治神宮野球場（神宮球場）に挟まれており、ここにはかつて、1952年に開業した日本初の本格民営ボウリング場「東京ボウリングセンター」があった。駐車場入口付近には「近代ボウリング発祥の地」の記念碑がある。
テピアは1989年（平成元年）、経産省外郭団体の財団法人機械産業記念事業財団（現在の一般財団法人高度技術社会推進協会）によって東京・明治神宮外苑に開業した。設計は、槇文彦（槙総合計画事務所）によるものである。
1階と2階に展示施設を有し、機械産業や情報産業を中心とするハイテクノロジーの展示を行っている。開館以来、毎年テーマを決めて展示内容を入れ替えていたが、2008年（平成20年）4月11日からは「先端技術館＠TEPIA」と題した常設展示に変更されている。
地下1階各会議室、3階のエグジビションホール、4階のTEPIAホールと各会議室は、テピア自体のイベントに用いられるほか、賃貸も行われている。また地下2階には、東急スポーツクラブ「オアシス」が入っている。
2022年5月19日、三井不動産、明治神宮、日本スポーツ振興センター、伊藤忠商事の4者により、「神宮外苑まちづくり」プロジェクトが発足。2036年までの近隣の再開発計画が発表された。

## ギャラリー

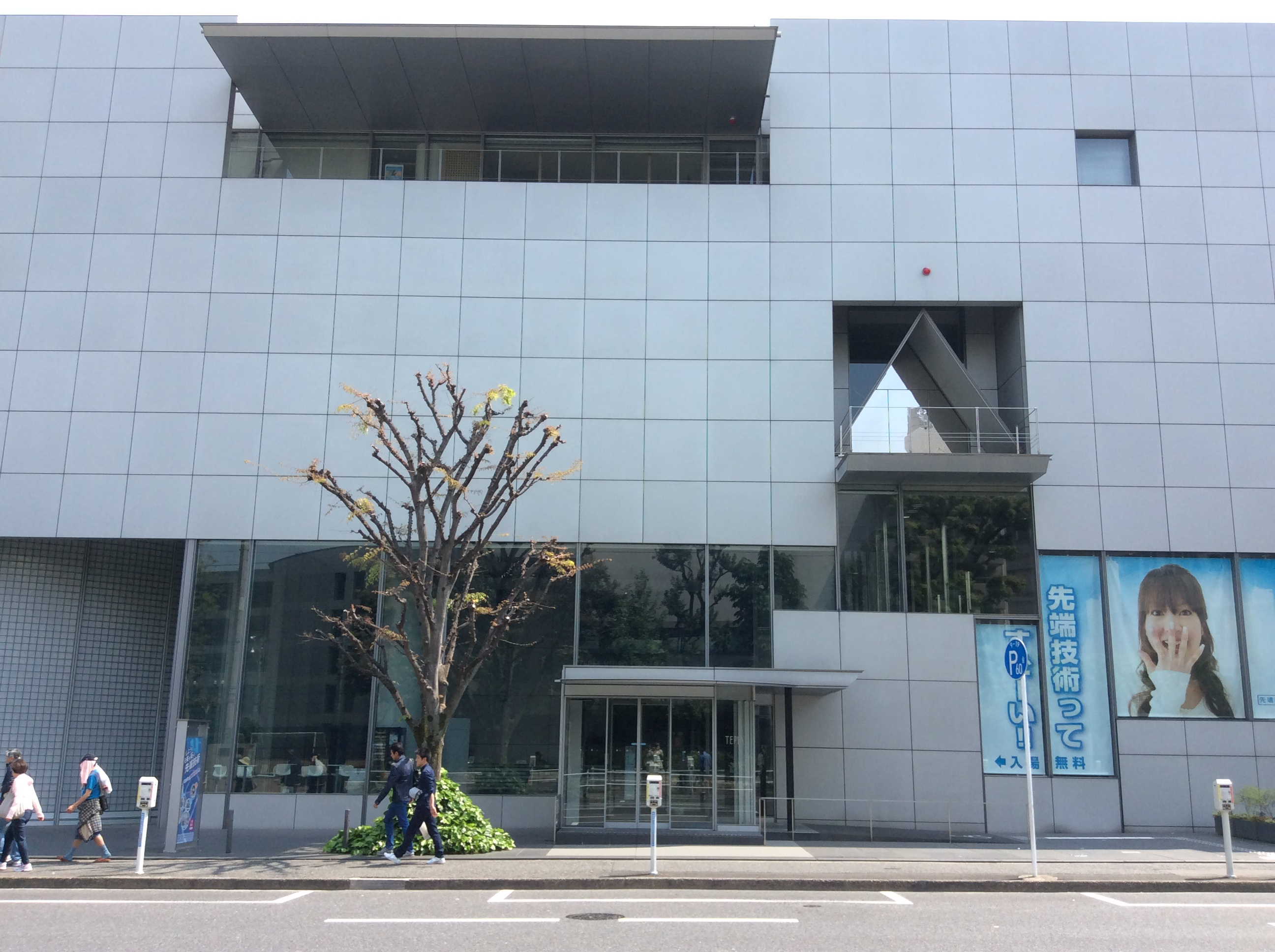
建物正面を見る（2017年4月29日撮影）
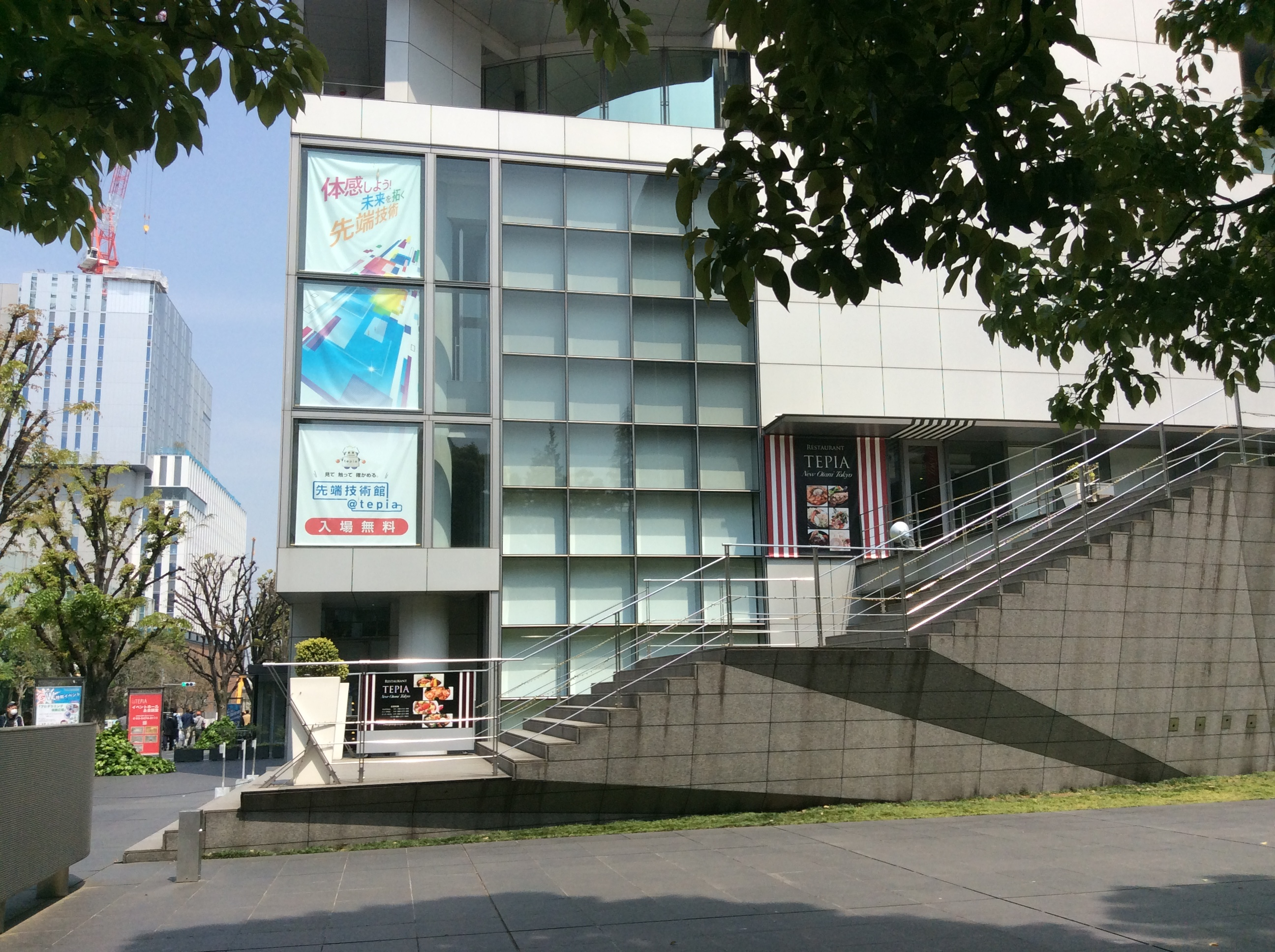
建物南面を見る（2017年4月29日撮影）
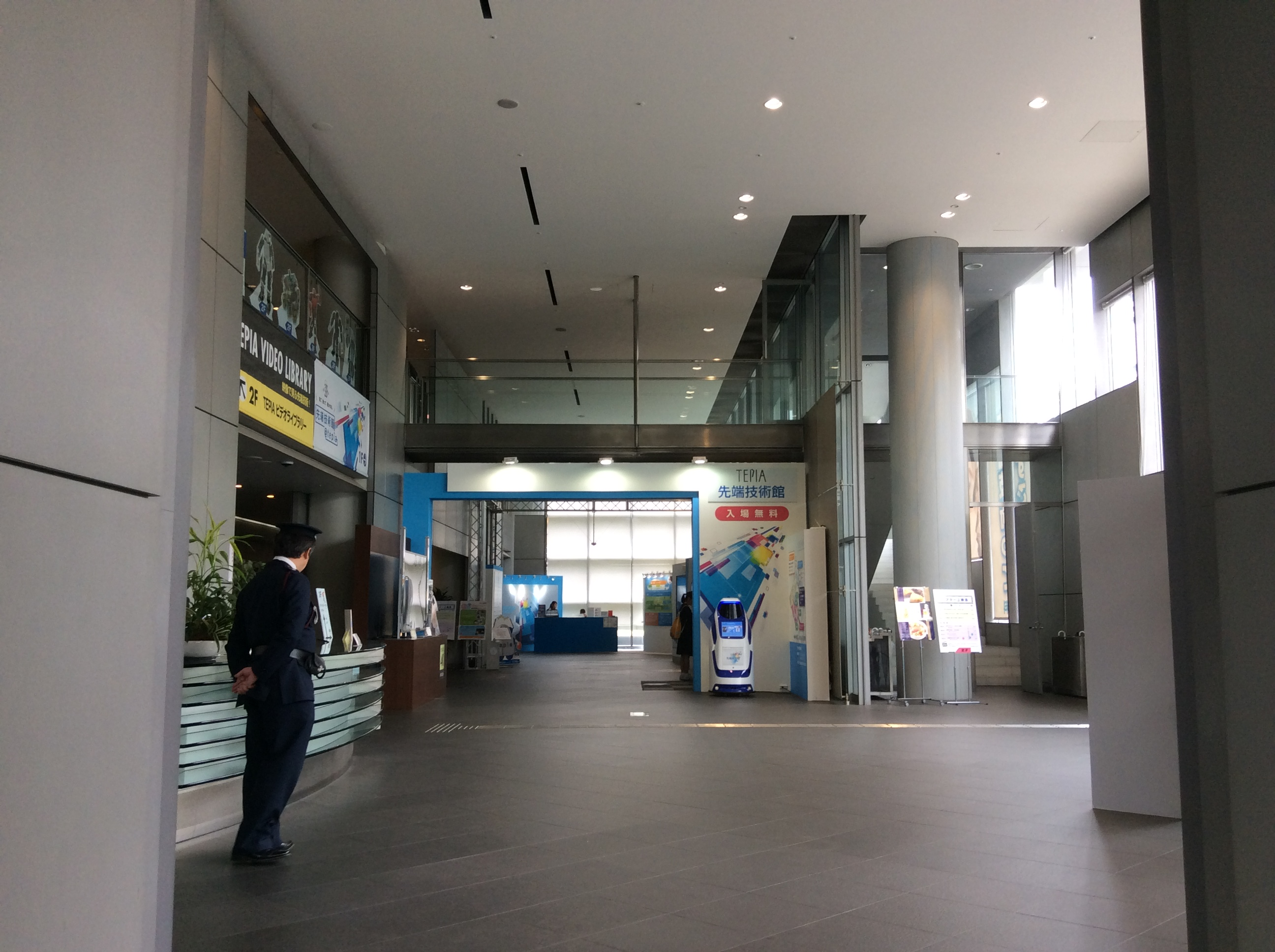
エントランスホール（2017年4月27日撮影）
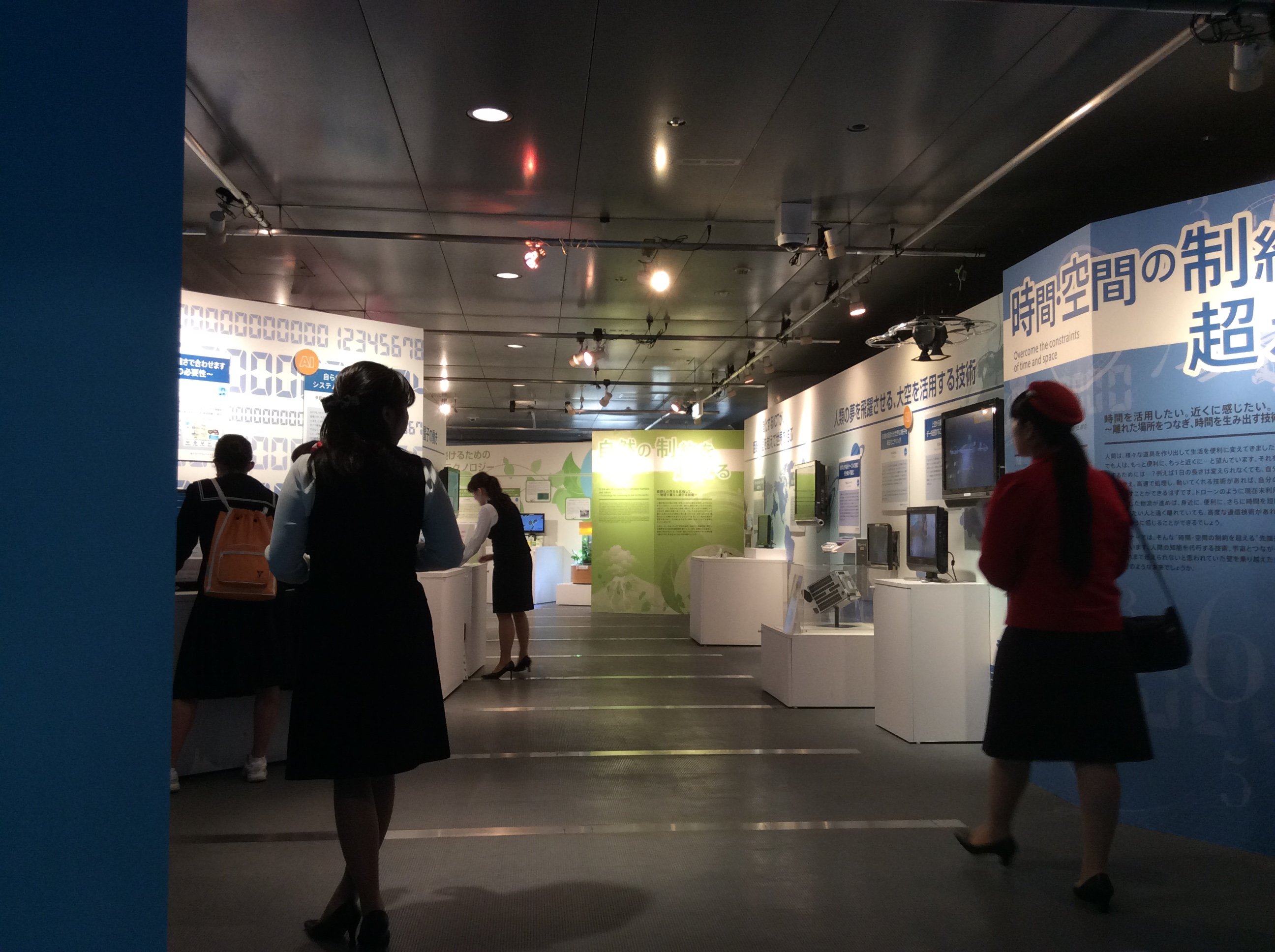
展示場（2017年4月27日撮影）